# Seven Karta
Seven Karta é uma milícia separatista da Ambazônia que faz parte do Conselho de Autodefesa da Ambazônia. Foi liderada pelo "General Alhaji" até sua morte em maio de 2020.
A milícia opera em Bafut, Região Noroeste. Foi fundada por taxistas que perderam seus meios de subsistência devido à crise. Seu nome tem dois significados; "seven" refere-se aos sete homens lendários que lutaram contra o Império Alemão nas Guerras de Bafut, enquanto "karta" é um tecido usado pelos habitantes locais.
Em uma missão noturna em 22 de março de 2019, o grupo montou paredes de concreto na estrada Bafut-Bamenda, na tentativa de impedir que soldados camaroneses se deslocassem para Bafut em veículos.
Em abril de 2020, os militares camaroneses lançaram a Operação Free Bafut contra o Seven Karta. A ofensiva resultou na morte do General Alhaji e do General Peace Plant, bem como treze de seus combatentes. A milícia também perdeu bases, armas e equipamentos.